# エイワ (貸金業)
株式会社エイワは、日本の消費者金融業者である。

## 概要
- 1961年7月創業、1970年4月有限会社榮和商事を設立、1982年8月有限会社エイワに社名変更、1982年12月株式会社エイワに組織変更[1]。

- 消費者金融としては中堅規模にあたり、全国各地に25店舗（2023年10月現在）を展開している。最盛期の2006年には全国120店舗まで増加した。以降は統廃合により、2009年には22店舗まで減ったが、2019年から緩やかに増加している。

- 当社の特徴として、1人当たり50万円までの小口融資を基本としている。初回借入時は融資枠を5万～10万にとどめ、融資実績により徐々に増枠していく。また、他社と比較して増枠に非常に慎重な姿勢である。

- 融資に際しては無人契約機は設置せず、顧客との対面与信を厳守している。

- 信用情報機関として、「株式会社日本信用情報機構」（JICC）に加盟している。